# Trehörningstjärnen (Degerfors socken, Västerbotten, 713589-170581)
Trehörningstjärnen är en sjö i Vindelns kommun i Västerbotten och ingår i Umeälvens huvudavrinningsområde.